# Louis Le Vau

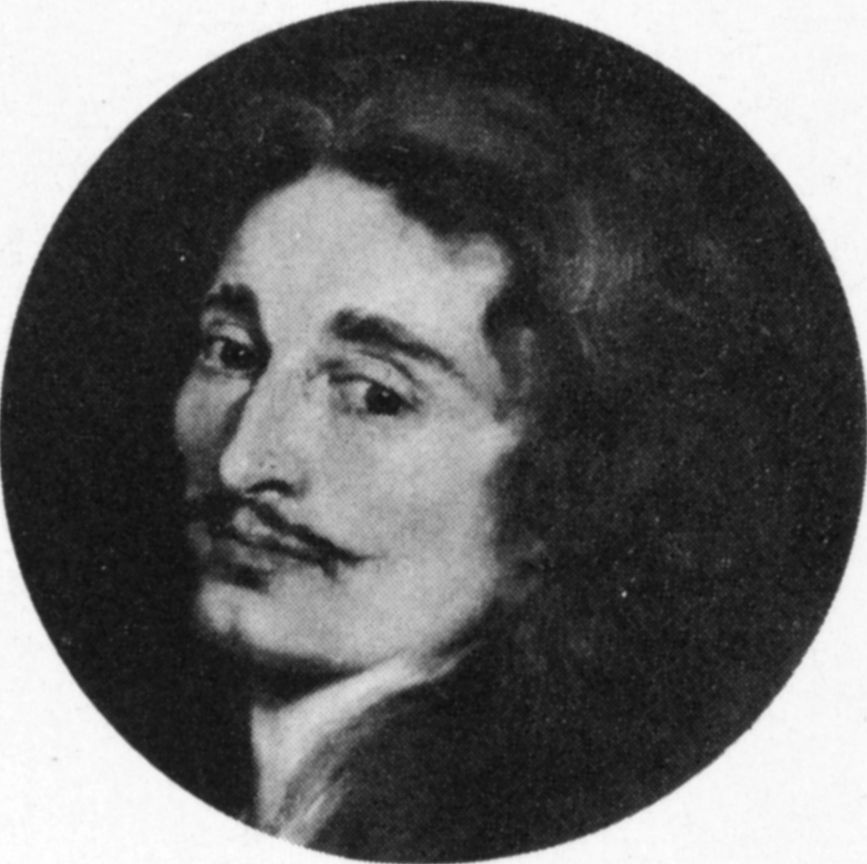
Louis Le Vau omstreeks 1650

Louis Le Vau (Parijs, 1612 - aldaar, 11 oktober 1670) was een architect die in de zeventiende eeuw leefde en werkte in de Lodewijk XIV-stijl voor de gelijknamige koning. Hij was de eerste architect van het kasteel van Versailles en ook het kasteel van Vaux-le-Vicomte heeft Le Vau bekendheid opgeleverd.

## Realisaties (selectie)
Dit zijn enkele bekende gebouwen die Le Vau (mee) heeft ontworpen:
- 1661-1662 Théâtre des Tuileries
- 1661-1670 Collège des Quatre-Nations, het huidige onderkomen van het Institut de France
- 1670-1672 Groot Trianon
- 1661-1662 Paleis het Louvre
- Pavillon de la Reine en Pavillon du Roi aan het Place des Vosges
- 1657-1658 Kasteel van Vaux-le-Vicomte
- 1669-1670 Kasteel van Versailles
- Kasteel van Vincennes
- 1642-1644 Hôtel Lambert
- 1656-1657 Hôtel Lauzun

- Bibliothèque nationale de France: cb13515116h (data)
- Gemeinsame Normdatei: 118779753
- International Standard Name Identifier: 0000 0000 8350 9195
- KulturNav: cb962d5a-02e8-4efb-aab0-24b57aa40d30
- Library of Congress Control Number: nr88010510
- Nationale Bibliotheek van Tsjechië: jx20140225002
- Nationale Bibliotheek van Israël: 987007459710505171
- Nederlandse Thesaurus van Auteursnamen: 074653482
- RKD-Nederlands Instituut voor Kunstgeschiedenis: 304842
- Istituto Centrale per il Catalogo Unico: VEAV047528
- SNAC: w6r57bnp
- Système universitaire de documentation: 050498363
- Union List of Artist Names: 500028093
- Virtual International Authority File: 2740161
- WorldCat: E39PBJtMry6MhH4mvRbvQCgYfq